# Зарха
Зарха (чечен. Зирха) — покинутый аул в Галанчожском районе Чеченской Республики. Входит в Нашхоевское сельское поселение.

## География
Аул расположен на северо-восточной части Галанчожского района, к северо-востоку от районного центра Галанчож.
Ближайшие населённые пункты развалины бывших аулов: на северо-западе — бывшие аулы Верхний Ажгечу и Нижний Ажгечу, на северо-востоке — бывший аул Яхкачара на юге — бывший аул Хоч-Коч, на западе — бывший аул Сакилинжили, на юго-востоке — бывший аул Кел-База, на юго-западе — бывший аул Мушечу.

## История
Аул Зарха ликвидирован в 1944 году во время депортации чеченцев. После восстановления Чечено-Ингушской АССР в 1956 году чеченцам было запрещено селиться в данном районе.